# Zaouïa Dila'iya
 (mai 2025).
La zaouïa Dila'iya  (en arabe : الزاوية الدلائية) est une confrérie soufie au Maroc fondée vers 1566 et qui joue un rôle prépondérant dans la vie politique et religieuse au XVIIe siècle. 
Tenant son espace d'origine et d'accroissement au sein des tribus Amazighs du Moyen Atlas, la zaouïa de Dila atteint son apogée vers 1659, en contrôlant une grande partie du nord du Maroc et en ayant son leader, Muhammad al-Hajj ad-Dila'i, proclamé sultan à Fès.

## Histoire

### Origine
Le mouvement Dilaïte émerge au sein de la tribu sanhajienne des Aït Mejjat, installée primitivement sur le cours supérieur de la Moulouya et ayant migré au début du XVe siècle vers le piémont occidental de l'Atlas.
Vers 1566, sous le règne du sultan Abdallah al-Ghalib, le marabout sidi Abubakr ibn Muhammad as-Sanhaji al-Mejjati réunit ses disciples en confrérie religieuse. Sous Abubakr et son successeur, la zaouïa, alors cantonnée dans ses fonctions religieuses et sociales, entretient des relations cordiales avec le pouvoir central saâdien.[réf. nécessaire]

### Montée en puissance
Au début du XVIIe siècle, à la suite de la période d'anarchie ayant succédé au décès du sultan Ahmad al-Mansur en 1603 et l'accession au trône de Moulay Zidane en 1609, plusieurs régions du Maroc échappent au contrôle du pouvoir central saâdien :
- le Souss, jusqu'au Drâa, sous le contrôle de la zaouïa d'Illigh ;
- les plaines du nord-ouest, des côtes atlantiques jusqu'à Taza, contrôlées par le marabout El-Ayachi ;
- l'embouchure du Bouregreg, érigée en État indépendant par les morisques ;
- Tétouan, cité-État gouvernée par la famille Naqsis ;
- le Tafilalet, sous le contrôle des Alaouites.

La zaouïa de Dila apparait alors, sous l'impulsion de Muhammad al-Hajj, 3e chef depuis sa fondation, comme un mouvement combinant spiritualité et politique, mêlant l'idéologie de la sainteté aux aspirations au pouvoir par les Amazighs. Elle profitera de la faiblesse du pouvoir saadien et du morcellement du pays pour étendre son influence et son contrôle sur plusieurs villes et régions du nord et du centre du Maroc.

### Apogée
La zaouïa de Dila arrive à son apogée au milieu du XVIIe siècle, après avoir commandité l'assassinat d'El-Ayachi en 1641, en étendant son influence sur les villes de Fès, Tétouan et Ksar el-Kébir et sur l'embouchure du Bouregreg, ainsi que sur les plaines du nord-ouest et le couloir de Taza jusqu'à la Moulouya.
Muhammad al-Hajj, chef de la zaouïa, gouverne ainsi Fès dès 1641 et y est proclamé sultan en 1659, à la suite du décès du dernier sultan saadien Ahmad al-Abbas. Décédé à Fès en 1665, son fils Abdallah ibn Mohammed al-Hajj est renversé en 1667 par les Alaouites qui prennent l'ascendant et entreprennent la réunification du Maroc.

### Déclin et disparition

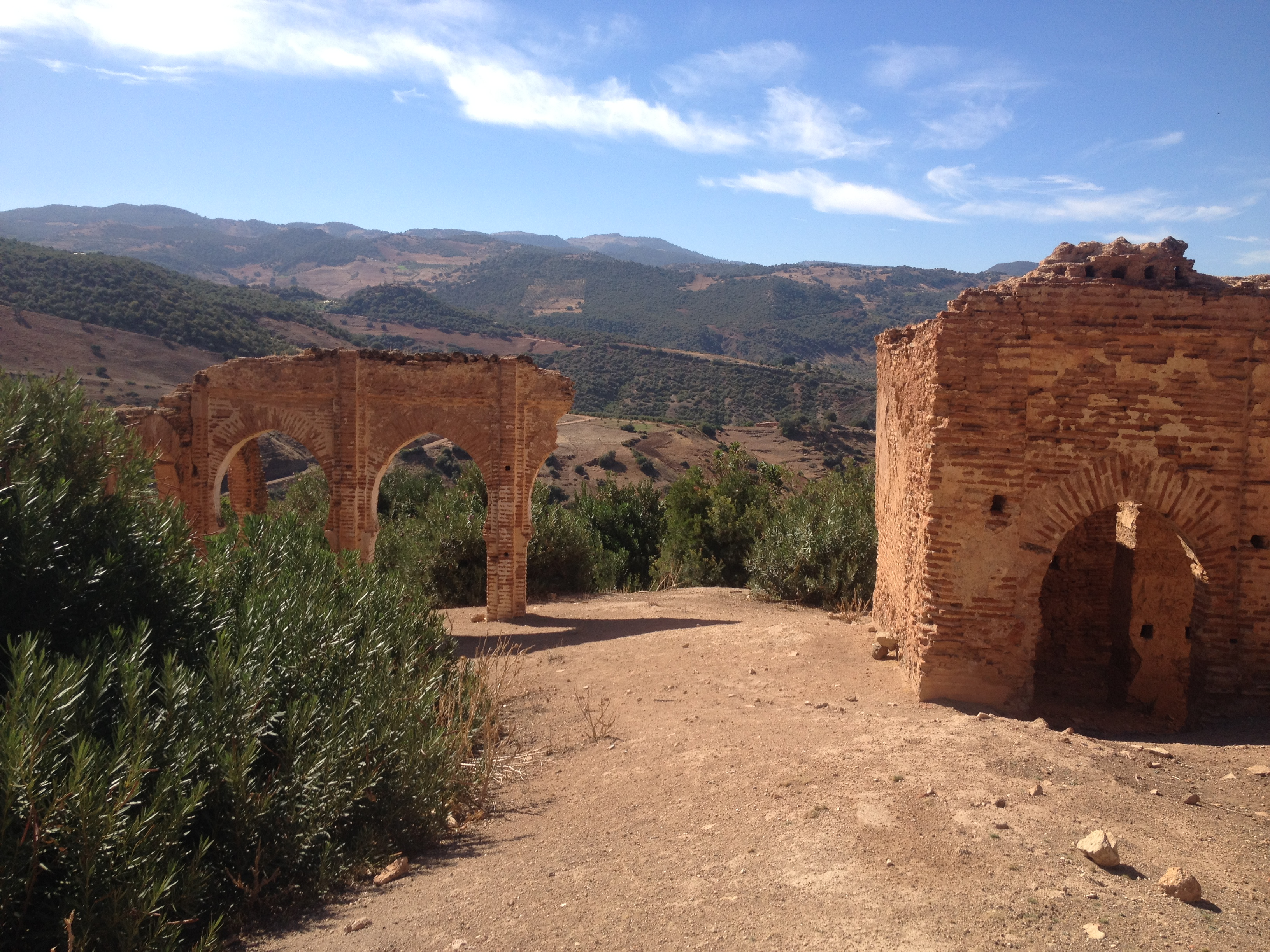
Ruines de la zaouïa (la région de Khenifra) en 2017.

La conquête du pouvoir par les Alaouites et l'accession au trône de Moulay Rachid en 1667 marque un tournant, et la zaouïa de Dila perd tout pouvoir politique en 1668,.
Aḥmad ibn Abdallah, petit-fils de Muhammad al-Hajj, tente une dernière fois, avec l'appui de ses cousins refugiés à Tlemcen, de reconquérir le pouvoir perdu au profit des Alaouites, en organisant un soulèvement des tribus du Moyen-Atlas dé 1677. Après quelques succès initiaux la tentative avorte et consacre l'échec des Dilaïtes, marquant la fin de leurs visées politiques. Mais leur quête continue jusqu'en 1696 où à la suite d'une compagne de Moulay Ismail la zaouïa est rasée et ne sera jamais restaurée.